# アーサー・アフェル
アーサー・アフェル（英語: Arthur Apfel、1922年10月29日 - ）は、南アフリカ共和国、ヨハネスブルグ出身、イギリスのフィギュアスケート選手（男子シングル）。1947年世界選手権銅メダリスト。

## 主な戦績
| 大会/年        | 1946-47 |
| -------------- | ------- |
| 世界選手権     | 3       |
| 欧州選手権     | 4       |
| イギリス選手権 | 1       |